# 豪尔赫·埃尔南德斯
豪尔赫·埃尔南德斯（西班牙語：Jorge Hernández，1954年11月17日—2019年12月12日），古巴男子拳击运动员。他曾代表古巴参加1976年和1980年夏季奥林匹克运动会拳击比赛，其中1976年奥运会获得一枚金牌。